# 下水道法
下水道法（げすいどうほう、昭和33年4月24日法律第79号）は、下水道の整備を行い、都市の健全な発達、公衆衛生の向上および公共用水域の水質保全を図ることに関する日本の法律である。
1958年（昭和33年）4月24日に公布。
1900年（明治33年）制定の旧下水道法を廃止し、昭和33年（1958年）に制定され、昭和34年（1959年）4月23日に施行された。下位法令に下水道法施行令（昭和34年政令第147号）・下水道法施行規則（昭和42年建設省令第37号）がある。
国土交通省水管理・国土保全局下水道事業課と環境省水・大気環境局環境管理課が共同で所管し、経済産業省産業技術環境局環境政策課と連携して執行にあたる。なお旧環境庁の発足前は、旧経済企画庁国民生活局との共管だった。

## 構成
- 第1章 総則（1 - 2条）
- 第1章の2 流域別下水道整備総合計画（2条の2）
- 第2章 公共下水道（3 - 25条の9）
- 第2章の2 流域下水道（25条の10 - 25条の18）
- 第3章 都市下水路（26 - 31条）
- 第4章 雑則（31条の2 - 44条）
- 第5章 罰則（45 - 51条）
- 附則

## 目的（第1条）
この法律は『流域下水道総合計画の策定に関する事項』、『公共下水道・流域下水道・都市下水路の設置など管理の基準』を定め、下水路の整備を図り、『都市の健全な発達と公衆衛生の向上に寄与し、公共用水域の水質の保全に資する』ことを目的とする。
この法律の究極的な目的は後半の「都市の健全な発達と公衆衛生の向上」「公共用水域の水質の保全」であり、その手段として前半の目的がある。「公共下水道・流域下水道・都市下水路」の設備以外にも、公共下水道に接続する排水設備（10条）、都市下水路に接続する特定排水施設（30条）、24条・29条に基づく行為の制限がかかる施設、25条の9に基づく他の施設の設置の制限がる施設などが本法の適用対象。
公共用水域の水質の保全の目的は昭和45年の法改正で追加された。公共用水域とは河川、湖沼などの水域のことである。改正より少し前に制定された下水道整備緊急措置法（昭和42年法律第41号、 平成15年3月31日廃止）1条の目的に公共用水域の水質保全のことが明記されていた。下水道法にも当時から同目的は含有されていたと思われたが、確認的にその目的を明記したとされる。

## 定義（第2条）
この法律において用語の定義は次のように定められる。
下水
生活若しくは事業に起因し、もしくは付随する廃水（汚水という）、または雨水のこと(第2条第1号)。ただし農業耕作に起因するものを除く。
すなわち市街地で発生する不要な水の総称。家庭汚水、工業廃水、雨水に区分することができる。「雨水」には雪解け水なども含まれる。「農業耕作に起因するものを除く」ことの理由は、農地において廃水がそのまま下流の農地で再利用される構造が多いので、本法の規制が適用できないからである。ただし農業集落で発生する汚水、雨水は規制の対象。
下水道
1. 排水管、排水渠その他の設備、ただし灌漑排水の設備を除く。
2. １に接続して下水を処理するための施設。ただしし尿処理浄化槽を除く。
3. ポンプ施設などの補完施設

１から３の総体をいう（同第2号）。
公共下水道
- 主として市街地における下水を排除し、または処理する。地方公共団体が管理する下水道で、終末下水道を有するものまたは流域下水道に接続するものかつ汚水を通す相当部分が暗渠であるもの（同第3号イ）。

または、
- 主として市街地における雨水のみを排除する地方公共団体が管理する下水道で、公共用水域や海に放流したり、流域の下水道に接続するもの（第3号ロ）。

後者を雨水公共下水道と称する。平成27年の改正により、雨水公共下水道の制度が創設された。
前者の公共下水道は「終末下水道を有するものまたは流域下水道に接続するもの」と定義することで、合流式の下水および分流式の汚水が必ず終末処理場に運ばれることが担保される。「暗渠であるもの」とは、公共下水道には水洗便所によりし尿が流入することが想定されることから、暗渠にすべきとしたものである。一方「相当部分」とは、汚水を流す場合であっても、地形、場所によってはすべて暗渠でないこともありうることを考慮したものである。
後者の雨水公共下水道は「雨水のみを排除」と定義されるので終末処理場は有しない。また必ず分流式の下水道である。
流域下水道
- 専ら地方公共団体が管理する下水道から下水を受けて、二以上の市町村の区域にまたがって、これを排除し、処理するために地方公共団体が管理する下水道。かつ、終末処理場を有するもの（同第4号イ）。

または
- 公共下水道（終末処理場を有するものまたは前述の雨水公共下水道に該当するものに限る）により排除される雨水のみを受けて、二以上の市町村の区域にまたがって雨水を排除し、河川その他の公共用水域、または海域に放流するために、地方公共団体が管理する下水道。かつ雨水の流量を調節する施設を有するもの（同第4号ロ）。

後者については雨水流域下水道と呼ぶ。
前者の流域下水道はいわば近接する公共下水道を統合する下水道である。昭和45年の改正で制度化された。市町村の区域の形状は下水道の敷設という観点では効率的とはいえず、自治体ごとに下水道や終末処理場を設置するよりも、広域的な下水道や終末処理場を設置するほうが規模効果で効率的である。また、施設をまとめることで高度な処理がしやすくなる利点もある。「地方公共団体が管理する下水道」とは公共下水道と同義である。
雨水流域下水道は2以上の市町村にまたがる雨水のみを排除する下水道で、平成17年の法改正で制度化された。背景は、市街化の進展や、集中豪雨の頻発、複数の市町村で一体的かつ効率的に浸水対策を行う必要性が生じたことである。また市町村によっては下流域に適切な放流先が無く、他の市町村を経由しなければならない場合、下流で一本化して放流したほうが効率的という利点がある。
都市下水路
主として市街地において、専ら雨水を排除するために地方公共団体が管理している下水道（公共下水道及び流域下水道を除く）で、その規模が政令で定める規模以上のものであり、かつ、当該地方公共団体が27条の規定により指定したものをいう（同第5号）。終末処理場は有しない。「政令で定める規模」とは、次の通りである。
- 主に製造業・ガス供給業・鉱業からの汚水を処理するために設けられる下水の場合、下水の入口の内径または排水渠の内幅が250mm以上、かつ排除できる下水の量が1万平方メートル/日以上。
- その他の下水の場合、水の入口の内径または排水渠の内幅が500mm以上、かつ当該下水道に係る集水区域が10ヘクタール以上。集水区域とは地形上雨水を排除できる地域のこと。

終末処理場
下水を最終的に処理し、河川その他の公共用水域または海域に放流するために設けられる処理施設。またはこれを保管する施設（同第6号）。「放流するために」と記述されるが、処理後は必ず放流しないといけないわけではない。雑用水などに再利用することはできる。「処理施設」には沈砂池、沈殿池、エアレーションタンク、汚泥濃縮槽、汚泥消化槽などか含まれる。「補完する施設」には汚泥の最終処分場、水質検査のための施設、付属する事務所などが考えられる。
排水区域
公共下水道により下水を排除することができる地域で、9条第1項の規定により公示された区域のこと（同第7号）。9条第1項の規定とは、公共下水道の供用を開始しようとする際は、その管理者はあらかじめ供用開始年月日、下水を排除すべき区域などを公示しないといけないとしたもの。排水区域の公示が行われると10条の規定により、区域内の土地の所有者・使用者・占有者は、公共下水道に下水を排するために必要な設備を設置しなければならなくなる。分流式の場合は雨水のみ、あるいは汚水のみの排水区域もありうる。
処理区域
前述の排水区域のうち、排除された下水を終末処理場により処理することができる地域で、9条第2項において準用する同条第1項の規定により公示された区域のこと（同第8号）。「排除された下水」とは、分流式の場合、公共下水道のうち汚水管渠により排除された下水をさす。「第九条第二項において準用する同条第一項の規定」は排水区域と同様に、終末処理場による下水の処理を開始しようとする場合は、下水の管理者は、あらかじめ処理を開始すべき年月日、処理すべき地域などを公示しなけばならないとしたもの。
処理区域が定められ処理が開始されると、11条の3の規定により、汲み取り便所のある建物は、3年以内に水洗便所に改造しなければならないという義務が発生する。また建築基準法第31条の規定により、処理区域内で新たに建築を行い、便所を設置する場合は、水洗便所にしなければならない。
浸水被害
本法における浸水被害とは、排水区域内で一時的に大量の降雨が発生した場合で、次の理由により、国民の生命、身体、財産に被害を生じること（同第9号）。
1. 排水施設に当該雨水を排除できないことによる浸水
2. 排水施設から河川などの公共用水域、もしくは海域に、当該雨水を排除できないことによる浸水

一般に浸水被害というと、河川からの洪水や、高潮による浸水を含むことになるが、本法においては、下水道由来の洪水、いわゆる内地浸水（内地氾濫）を指すことを明示している。